# Triglav Trophy
Triglav Trophy é uma competição internacional de patinação artística no gelo de níveis sênior, júnior e noviço, sediado na cidade de Jesenice, Eslovênia. O nome da competição vem da cidade estar localizada ao redor da  montanha Triglav, o maior pico da Eslovênia.

## Edições
| Ano  | Edição | Cidade sede | Sênior | Sênior | Júnior | Júnior | Júnior | Noviço | Noviço | Noviço | Ref    |
| Ano  | Edição | Cidade sede | M      | F      | M      | F      | P      | M      | F      | P      | Ref    |
| ---- | ------ | ----------- | ------ | ------ | ------ | ------ | ------ | ------ | ------ | ------ | ------ |
| 1992 | 1.ª    | Jesenice    | –      | –      | •      | •      | —      | •      | •      | –      | [ 1 ]  |
| 1993 | 2.ª    | Jesenice    | –      | –      | •      | •      | —      | •      | •      | –      | [ 1 ]  |
| 1994 | 3.ª    | Jesenice    | –      | –      | •      | •      | —      | •      | •      | –      | [ 1 ]  |
| 1995 | 4.ª    | Jesenice    | –      | –      | •      | •      | —      | •      | •      | –      | [ 1 ]  |
| 1996 | 5.ª    | Jesenice    | –      | –      | •      | •      | —      | •      | •      | –      | [ 1 ]  |
| 1997 | 6.ª    | Jesenice    | –      | –      | •      | •      | —      | •      | •      | –      | [ 2 ]  |
| 1998 | 7.ª    | Jesenice    | –      | –      | •      | •      | —      | •      | •      | –      | [ 1 ]  |
| 1999 | 8.ª    | Jesenice    | –      | –      | •      | •      | •      | •      | •      | •      | [ 3 ]  |
| 2000 | 9.ª    | Jesenice    | –      | –      | •      | •      | •      | •      | •      | –      | [ 4 ]  |
| 2001 | 10.ª   | Jesenice    | –      | –      | •      | •      | •      | •      | •      | –      | [ 5 ]  |
| 2002 | 11.ª   | Jesenice    | –      | –      | •      | •      | •      | •      | •      | –      | [ 6 ]  |
| 2003 | 12.ª   | Jesenice    | •      | •      | •      | •      | •      | •      | •      | –      | [ 7 ]  |
| 2004 | 13.ª   | Jesenice    | •      | •      | •      | •      | •      | •      | •      | –      | [ 8 ]  |
| 2005 | 14.ª   | Jesenice    | •      | •      | •      | •      | •      | •      | •      | –      | [ 9 ]  |
| 2006 | 15.ª   | Jesenice    | •      | •      | •      | •      | –      | •      | •      | –      | [ 10 ] |
| 2007 | 16.ª   | Jesenice    | •      | •      | •      | •      | –      | •      | •      | –      | [ 11 ] |
| 2008 | 17.ª   | Jesenice    | •      | •      | •      | •      | –      | •      | •      | –      | [ 12 ] |
| 2009 | 18.ª   | Jesenice    | •      | •      | •      | •      | –      | •      | •      | –      | [ 13 ] |
| 2010 | 19.ª   | Jesenice    | •      | •      | •      | •      | –      | •      | •      | –      | [ 14 ] |
| 2011 | 20.ª   | Jesenice    | •      | •      | •      | •      | –      | •      | •      | –      | [ 15 ] |
| 2012 | 21.ª   | Jesenice    | •      | •      | •      | •      | –      | •      | •      | –      | [ 16 ] |
| 2013 | 22.ª   | Jesenice    | •      | •      | •      | •      | –      | •      | •      | –      | [ 17 ] |
| 2014 | 23.ª   | Jesenice    | •      | •      | •      | •      | –      | •      | •      | –      | [ 18 ] |
| 2015 | 24.ª   | Jesenice    | •      | •      | •      | •      | –      | •      | •      | –      | [ 19 ] |
| 2016 | 25.ª   | Jesenice    | •      | •      | •      | •      | –      | •      | •      | –      | [ 20 ] |
| 2017 | 26.ª   | Jesenice    | •      | •      | •      | •      | –      | •      | •      | –      | [ 21 ] |

## Lista de medalhistas

### Sênior

#### Individual masculino
| Evento                   | Ouro                                        | Prata                                       | Bronze                                      |
| 1992–2002                | Não houve a disputa do individual masculino | Não houve a disputa do individual masculino | Não houve a disputa do individual masculino |
| Jesenice 2003 (detalhes) | Gregor Urbas · Eslovênia                    | Mikko Minkkinen · Finlândia                 | Yon Garcia · Espanha                        |
| Jesenice 2004 (detalhes) | Gregor Urbas · Eslovênia                    | Han Jong-in · Coreia do Norte               | nenhum outro competidor                     |
| Jesenice 2005 (detalhes) | Gregor Urbas · Eslovênia                    | Juan Legaz · Espanha                        | nenhum outro competidor                     |
| Jesenice 2006 (detalhes) | Gregor Urbas · Eslovênia                    | Jérémie Colot · França                      | Paolo Bacchini · Itália                     |
| Jesenice 2007 (detalhes) | Gregor Urbas · Eslovênia                    | Luka Čadež · Eslovênia                      | Nicolai Lonvig Siersted · Dinamarca         |
| Jesenice 2008 (detalhes) | Paolo Bacchini · Itália                     | Igor Macypura · Eslováquia                  | Severin Kiefer · Áustria                    |
| Jesenice 2009 (detalhes) | Alban Préaubert · França                    | Gregor Urbas · Eslovênia                    | Abzal Rakimgaliev · Cazaquistão             |
| Jesenice 2010 (detalhes) | Takahito Mura · Japão                       | Alexander Majorov · Suécia                  | Chafik Besseghier · França                  |
| Jesenice 2011 (detalhes) | Tatsuki Machida · Japão                     | Daisuke Murakami · Japão                    | Abzal Rakimgaliev · Cazaquistão             |
| Jesenice 2012 (detalhes) | Abzal Rakimgaliev · Cazaquistão             | Viktor Pfeifer · Áustria                    | Romain Ponsart · França                     |
| Jesenice 2013 (detalhes) | Artur Gachinski · Rússia                    | Abzal Rakimgaliev · Cazaquistão             | Daisuke Murakami · Japão                    |
| Jesenice 2014 (detalhes) | Michael Christian Martinez · Filipinas      | Keiji Tanaka · Japão                        | Ryuju Hino · Japão                          |
| Jesenice 2015 (detalhes) | Michael Christian Martinez · Filipinas      | Lee June-hyoung · Coreia do Sul             | Maurizio Zandron · Itália                   |
| Jesenice 2016 (detalhes) | Liam Firus · Canadá                         | Maurizio Zandron · Itália                   | Charlie Parry-Evans · Reino Unido           |
| Jesenice 2017 (detalhes) | Alexander Petrov · Rússia                   | Andrei Lazukin · Rússia                     | Dario Betti · Itália                        |

#### Individual feminino
| Evento                   | Ouro                                       | Prata                                      | Bronze                                     |
| 1992–2002                | Não houve a disputa do individual feminino | Não houve a disputa do individual feminino | Não houve a disputa do individual feminino |
| Jesenice 2003 (detalhes) | Karen Venhuizen · Países Baixos            | Sanna Remes · Finlândia                    | Alenka Zidar · Eslovênia                   |
| Jesenice 2004 (detalhes) | Kim Yong-suk · Coreia do Norte             | Giorgia Carossa · Itália                   | Myriam Flühmann · Suíça                    |
| Jesenice 2005 (detalhes) | Francesca Mongini · Itália                 | Laura Fernandez · Espanha                  | Alenka Zidar · Eslovênia                   |
| Jesenice 2006 (detalhes) | Erin Scherrer · Canadá                     | Isabelle Pieman · Bélgica                  | Željka Krizmanić · Croácia                 |
| Jesenice 2007 (detalhes) | Kaja Otovič · Eslovênia                    | nenhuma outra competidora                  | nenhuma outra competidora                  |
| Jesenice 2008 (detalhes) | Francesca Rio · Itália                     | Ivana Reitmayerová · Eslováquia            | Isabelle Pieman · Bélgica                  |
| Jesenice 2009 (detalhes) | Sarah Hecken · Alemanha                    | Kim Na-young · Coreia do Sul               | Kim Hyeon-jung · Coreia do Sul             |
| Jesenice 2010 (detalhes) | Satsuki Muramoto · Japão                   | Joshi Helgesson · Suécia                   | Miriam Ziegler · Áustria                   |
| Jesenice 2011 (detalhes) | Akiko Suzuki · Japão                       | Kana Muramoto · Japão                      | Patricia Gleščič · Eslovênia               |
| Jesenice 2012 (detalhes) | Li Zijun · China                           | Kristina Zaseeva · Rússia                  | Lénaëlle Gilleron-Gorry · França           |
| Jesenice 2013 (detalhes) | Nikol Gosviani · Rússia                    | Miyabi Oba · Japão                         | Polina Agafonova · Rússia                  |
| Jesenice 2014 (detalhes) | Rika Hongo · Japão                         | Francesca Rio · Itália                     | Isabelle Olsson · Suécia                   |
| Jesenice 2015 (detalhes) | Miyu Nakashio · Japão                      | Yura Matsuda · Japão                       | Ilaria Nogaro · Itália                     |
| Jesenice 2016 (detalhes) | Mariko Kihara · Japão                      | Ilaria Nogaro · Itália                     | Alessia Zardini · Itália                   |
| Jesenice 2017 (detalhes) | Alina Solovyeva · Rússia                   | Brooklee Han · Austrália                   | Jennifer Schmidt · Alemanha                |

### Júnior

#### Individual masculino júnior
| Evento                   | Ouro                               | Prata                             | Bronze                            |
| Jesenice 1992 (detalhes) | Jan Čejvan · Eslovênia             |                                   |                                   |
| Jesenice 1993 (detalhes) | Makoto Okazaki · Japão             |                                   |                                   |
| Jesenice 1994 (detalhes) | Michael Hopfes · Alemanha          |                                   |                                   |
| Jesenice 1995 (detalhes) | Hristo Turlakov · Bulgária         | Yohsuke Takeuchi · Japão          | Takeshi Honda · Japão             |
| Jesenice 1996 (detalhes) | Emanuel Sandhu · Canadá            | Johann Sand'homme · França        | Nicolas Beaudelin · França        |
| Jesenice 1997 (detalhes) | Justin Dillon · Estados Unidos     | Eiji Iwamoto · Japão              | Fedor Andreev · Canadá            |
| Jesenice 1998 (detalhes) | Ryan Bradley · Estados Unidos      | Stanislav Timchenko · Rússia      | Jean-Michel Debay · França        |
| Jesenice 1999 (detalhes) | Eiji Iwamoto · Japão               | Gregor Urbas · Eslovênia          | Marc-Olivier Bossé · Canadá       |
| Jesenice 2000 (detalhes) | Parker Pennington · Estados Unidos | Gregor Urbas · Eslovênia          | Jean Michel Debay · França        |
| Jesenice 2001 (detalhes) | Gregor Urbas · Eslovênia           | Rohene Ward · Estados Unidos      | Kevin Woytas · Canadá             |
| Jesenice 2002 (detalhes) | Evan Lysacek · Estados Unidos      | Gregor Urbas · Eslovênia          | Benjamin Miller · Estados Unidos  |
| Jesenice 2003 (detalhes) | Jordan Brauninger · Estados Unidos | Jason Wong · Estados Unidos       | Vaughn Chipeur · Canadá           |
| Jesenice 2004 (detalhes) | Douglas Razzano · Estados Unidos   | Ri Song-chol · Coreia do Norte    | Dylan Moscovitch · Canadá         |
| Jesenice 2005 (detalhes) | Adam Rippon · Estados Unidos       | William Brewster · Estados Unidos | Luka Čadež · Eslovênia            |
| Jesenice 2006 (detalhes) | Brandon Mroz · Estados Unidos      | Jamie Forsythe · Canadá           | Dave Ferland · Canadá             |
| Jesenice 2007 (detalhes) | Christophe Boyadji · França        | Abzal Rakimgaliyev · Cazaquistão  | Romain Ponsart · França           |
| Jesenice 2008 (detalhes) | Javier Raya · Espanha              | Luca Demattè · Itália             | Egin Ali Artan · Turquia          |
| Jesenice 2009 (detalhes) | Morgan Cipres · França             | Romain Ponsart · França           | Stephane Walker · Suíça           |
| Jesenice 2010 (detalhes) | Filippo Ambrosini · Itália         | Anton Marberg · Suécia            | Sergey Balashov · Suíça           |
| Jesenice 2011 (detalhes) | Charles Tetar · França             | Engin Ali Artan · Turquia         | Gaylord Lavoisier · França        |
| Jesenice 2012 (detalhes) | Charles Tetar · França             | Adrien Tesson · França            | Charlie Parry-Evans · Reino Unido |
| Jesenice 2013 (detalhes) | Alexander Petrov · Rússia          | Taichi Honda · Japão              | Charlie Parry-Evans · Reino Unido |
| Jesenice 2014 (detalhes) | Anton Kempf · Alemanha             | Daniel Naurits · França           | Marco Zandron · Itália            |
| Jesenice 2015 (detalhes) | Byun Se-jong · Coreia do Sul       | Hugh Brabyn Jones · Reino Unido   | Andras Csernoch · Hungria         |
| Jesenice 2016 (detalhes) | Emmanuel Savary · Estados Unidos   | Josh Brown · Reino Unido          | Ruaridh Fisher · Reino Unido      |
| Jesenice 2017 (detalhes) | Ruaridh Fisher · Reino Unido       | Samuel McAllister · Irlanda       | nenhum outro competidor           |

#### Individual feminino júnior
| Evento                   | Ouro                                | Prata                              | Bronze                        |
| Jesenice 1992 (detalhes) | Ana Ivančič · Croácia               | Petra Klesnik · Eslovênia          |                               |
| Jesenice 1993 (detalhes) | Hanae Yokoya · Japão                |                                    |                               |
| Jesenice 1994 (detalhes) | Masayo Oishi · Japão                |                                    |                               |
| Jesenice 1995 (detalhes) | Fanny Cagnard · França              | Aiko Suvama · Japão                | Ludvine Kusior · França       |
| Jesenice 1996 (detalhes) | Gwenaelle Jullien · França          | Veronika Dytrt · Alemanha          | Masayo Oishi · Japão          |
| Jesenice 1997 (detalhes) | Kumiko Taneda · Japão               | Utako Wakamatsu · Japão            | Stefanie Partridge · Canadá   |
| Jesenice 1998 (detalhes) | Elina Kettunen · Finlândia          | Irina Nikolaeva · Rússia           | Andrea Diewald · Alemanha     |
| Jesenice 1999 (detalhes) | Elina Kettunen · Finlândia          | Akiko Suzuki · Japão               | Utako Wakamatsu · Japão       |
| Jesenice 2000 (detalhes) | Kathryn Orscher · Estados Unidos    | Colette Irving · Estados Unidos    | Idora Hegel · Croácia         |
| Jesenice 2001 (detalhes) | Alissa Czisny · Estados Unidos      | Kelsey Drewel · Estados Unidos     | Miyoko Ohtake · Canadá        |
| Jesenice 2002 (detalhes) | Signe Ronka · Canadá                | Yebin Mok · Estados Unidos         | Jennifer Don · Estados Unidos |
| Jesenice 2003 (detalhes) | Lilia Biktagirova · Rússia          | Myriam Flühmann · Suíça            | Jane Bugaeva · Estados Unidos |
| Jesenice 2004 (detalhes) | Danielle Shepard · Estados Unidos   | Katarina Gerboldt · Rússia         | Amanda Nylander · Suécia      |
| Jesenice 2005 (detalhes) | Katrina Hacker · Estados Unidos     | Katarina Gerboldt · Rússia         | Megan Hyatt · Estados Unidos  |
| Jesenice 2006 (detalhes) | Ashley Wagner · Estados Unidos      | Kathryn Kang · Canadá              | Charlotte Gendreau · França   |
| Jesenice 2007 (detalhes) | Graziella Trevise · França          | Karina Sinding Johnson · Dinamarca | Birce Atabey · Turquia        |
| Jesenice 2008 (detalhes) | Victoria Hecht · Estados Unidos     | Alexandra Kunova · Eslováquia      | Nika Ceric · Eslovênia        |
| Jesenice 2009 (detalhes) | Rebecka Emanuelsson · Suécia        | Amelia Schwienbacher · Itália      | Daša Grm · Eslovênia          |
| Jesenice 2010 (detalhes) | Sıla Saygı · Turquia                | Camila Gjersem · Noruega           | Celine Mysen · Noruega        |
| Jesenice 2011 (detalhes) | Laurine Lecavelier · França         | Agnese Garlisi · Itália            | Martina Zola · Itália         |
| Jesenice 2012 (detalhes) | Bahia Taleb · França                | Anneli Kawelke · Alemanha          | Lauriane Cirilli · França     |
| Jesenice 2013 (detalhes) | Elena Radionova · Rússia            | Yura Matsuda · Japão               | Krista Pitkäniemi · Finlândia |
| Jesenice 2014 (detalhes) | Elizabet Tursynbayeva · Cazaquistão | Lim Ah-hyun · Coreia do Sul        | Alissa Scheidt · Alemanha     |
| Jesenice 2015 (detalhes) | Choi Da-bin · Coreia do Sul         | Giulia Foresti · Itália            | Martina Manzo · Itália        |
| Jesenice 2016 (detalhes) | Tina Helleken · Alemanha            | Sara Conti · Itália                | Alice Yang · Estados Unidos   |
| Jesenice 2017 (detalhes) | Elizaveta Nugumanova · Rússia       | Sofia Samodurova · Rússia          | Paula Mikolajczyk · Alemanha  |

#### Duplas júnior
| Evento                   | Ouro                                                        | Prata                                             | Bronze                                           |
| Jesenice 1999 (detalhes) | Catherine Hue · Roland Vivien · França                      |                                                   |                                                  |
| Jesenice 2000 (detalhes) | Sima Ganaba · Amir Ganaba · Estados Unidos                  | Kristen Roth · Michael McPherson · Estados Unidos | Alicia Heelan · Eric Leser · Estados Unidos      |
| Jesenice 2001 (detalhes) | Jaqueline Jimenez · Themistocles Leftheris · Estados Unidos | Britanny Vise · Nicholas Kole · Estados Unidos    | Lucie Stadelman · Yannick Bonheur · França       |
| Jesenice 2002 (detalhes) | Anastasia Kuzmina · Stanislav Evdokimov · Rússia            | Amy Howerton · Steven Pottenger · Estados Unidos  | Scott Smith · Estados Unidos                     |
| Jesenice 2003 (detalhes) | Alexander Popov · Rússia                                    | Michelle Cronin · Brian Shales · Canadá           | Amy Howerton · Steven Pottenger · Estados Unidos |
| Jesenice 2004 (detalhes) | Mariel Miller · Rockne Brubaker · Estados Unidos            | Michelle Gorczyca · Robert Luciani · Canadá       | Lindsey Seitz · Andy Seitz · Estados Unidos      |
| Jesenice 2005 (detalhes) | Claire Davis · Nathan Miller · Estados Unidos               | Bianca Butler · Joseph Jacobsen · Estados Unidos  | Becky Cosford · Chris Richardson · Canadá        |
| 2006–2017                | Não houve a disputa das duplas                              | Não houve a disputa das duplas                    | Não houve a disputa das duplas                   |

### Noviço avançado

#### Individual masculino noviço avançado
| Evento                   | Ouro                               | Prata                            | Bronze                          |
| Jesenice 1992 (detalhes) | Janez Špoljar · Eslovênia          |                                  |                                 |
| Jesenice 1993 (detalhes) | Yosuke Takeuchi · Japão            |                                  |                                 |
| Jesenice 1994 (detalhes) | Takeshi Honda · Japão              |                                  |                                 |
| Jesenice 1995 (detalhes) | Baptiste Porquet · França          |                                  |                                 |
| Jesenice 1996 (detalhes) | Fedor Andreev · Canadá             | Michael Ganser · Alemanha        | Soshi Tanaka · Japão            |
| Jesenice 1997 (detalhes) | Stéphane Lambiel · Suíça           | Andrei Saburov · Rússia          | Suguru Namioka · Japão          |
| Jesenice 1998 (detalhes) | Parker Pennington · Estados Unidos | Johnny Weir · Estados Unidos     | Stéphane Lambiel · Suíça        |
| Jesenice 1999 (detalhes) | Daisuke Takahashi · Japão          | Keegan Murphy · Canadá           | Kazumi Kishimoto · Japão        |
| Jesenice 2000 (detalhes) | Jamal Othman · Suíça               | Traighe Rouse · Estados Unidos   | Adam Aronowitz · Estados Unidos |
| Jesenice 2001 (detalhes) | Traighe Rouse · Estados Unidos     | Moris Pfeihofer · Suíça          | Marco Fabbri · Itália           |
| Jesenice 2002 (detalhes) | Kevin Reynolds · Canadá            | Moris Pfeihofer · Suíça          | Matt McEwan · Canadá            |
| Jesenice 2003 (detalhes) | Kevin Reynolds · Canadá            | Manuel Legaz · Espanha           | Kim Lucine · França             |
| Jesenice 2004 (detalhes) | Daisuke Murakami · Estados Unidos  | Jeremy Ten · Canadá              | Jason Thompson · Reino Unido    |
| Jesenice 2005 (detalhes) | Eliot Halverson · Estados Unidos   | Alexandr Briancon · França       | Christopher Boyadji · França    |
| Jesenice 2006 (detalhes) | Scott Dyer · Estados Unidos        | Alexandre Briancon · França      | Romain Ponsart · França         |
| Jesenice 2007 (detalhes) | Gaylord Lavoisier · França         | Egin Ali Artan · Turquia         | Matic Hrovat · Eslovênia        |
| Jesenice 2008 (detalhes) | Osman Akgun · Turquia              | Berk Akalin · Turquia            | Salih Bahadir Aydin · Turquia   |
| Jesenice 2009 (detalhes) | Lee Dong-won · Coreia do Sul       | Victor Bustamante · Espanha      | Sergey Balashov · Suíça         |
| Jesenice 2010 (detalhes) | Shu Nakamura · Japão               | Peter James Hallam · Reino Unido | Victor Bustamante · Espanha     |
| Jesenice 2011 (detalhes) | Taichi Honda · Japão               | Adrien Tesson · França           | Nicola Todeschini · Suíça       |
| Jesenice 2012 (detalhes) | Sota Yamamoto · Japão              | Matteo Rizzo · Itália            | Hector Alonso · Espanha         |
| Jesenice 2013 (detalhes) | Sota Yamamoto · Japão              | James Thompson · Austrália       | Efe Gorkmen · Turquia           |
| Jesenice 2014 (detalhes) | Arthur Ribes · França              | Matej Gregorc · Eslovênia        | Mate Borocz · Hungria           |
| Jesenice 2015 (detalhes) | Yuto Kishina · Japão               | Guido Offsas · Itália            | Nika Egadze · Geórgia           |
| Jesenice 2016 (detalhes) | Tatsuya Tsuboi · Japão             | Peter Liu · Estados Unidos       | Tim England · Alemanha          |
| Jesenice 2017 (detalhes) | Emanuele Indelicato · Itália       | Joseph Zakipour · Reino Unido    | Luka Logar · Eslovênia          |

#### Individual feminino noviço avançado
| Evento                   | Ouro                               | Prata                            | Bronze                             |
| Jesenice 1992 (detalhes) | Tamara Pajnkret · Croácia          |                                  |                                    |
| Jesenice 1993 (detalhes) | Aiko Suyama · Japão                |                                  |                                    |
| Jesenice 1994 (detalhes) | Shizuka Arakawa · Japão            |                                  | Chloe Isurugi · Japão              |
| Jesenice 1995 (detalhes) | Manami Kitamura · Japão            |                                  |                                    |
| Jesenice 1996 (detalhes) | Eva-Maria Fitze · Alemanha         | Irina Nikolaeva · Rússia         | Nina Sackerer · Alemanha           |
| Jesenice 1997 (detalhes) | Lisa Nesuda · Estados Unidos       | Arisa Yamazaki · Japão           | Veronica Diewald · Alemanha        |
| Jesenice 1998 (detalhes) | Arisa Yamazaki · Japão             | Kaori Ikeda · Japão              | Kimena Brog-Meier · Suíça          |
| Jesenice 1999 (detalhes) | Yukari Nakano · Japão              | Alesha Checkley · Canadá         | Samantha Shirreff · Canadá         |
| Jesenice 2000 (detalhes) | Beatrisa Liang · Estados Unidos    | Louann Donovan · Estados Unidos  | Kimena Brog-Meier · Suíça          |
| Jesenice 2001 (detalhes) | Adriana Desanctis · Estados Unidos | Cynthia Phaneuf · Canadá         | Shanell Noji · Estados Unidos      |
| Jesenice 2002 (detalhes) | Kim Yuna · Coreia do Sul           | Danielle Kahle · Estados Unidos  | Katherine Hadford · Estados Unidos |
| Jesenice 2003 (detalhes) | Jessica Houston · Estados Unidos   | Katy Taylor · Estados Unidos     | Kimmie Meissner · Estados Unidos   |
| Jesenice 2004 (detalhes) | Amanda Valentine · Canadá          | Cara Kinney · Estados Unidos     | Megan Oster · Estados Unidos       |
| Jesenice 2005 (detalhes) | Rachael Flatt · Estados Unidos     | Marcella De Trovato · Itália     | Anastasia Gavrilenko · Rússia      |
| Jesenice 2006 (detalhes) | Karel Di Bartolo · Canadá          | Julie Cagnon · França            | Cecylia Witkowski · Canadá         |
| Jesenice 2007 (detalhes) | Maé Bérénice Méité · França        | Patricija Gleščič · Eslovênia    | Monia Aleksic · Croácia            |
| Jesenice 2008 (detalhes) | Yun Yea-ji · Coreia do Sul         | Kendall Wyckoff · Estados Unidos | Silvia Lovison · Itália            |
| Jesenice 2009 (detalhes) | Dominika Murckova · Eslováquia     | Sıla Saygı · Turquia             | Julija Bertinato · Itália          |
| Jesenice 2010 (detalhes) | Kim Hae-jin · Coreia do Sul        | Satoko Miyahara · Japão          | Riona Kato · Japão                 |
| Jesenice 2011 (detalhes) | Hinano Isobe · Japão               | Satoko Miyahara · Japão          | Yasmine Yamada · Suíça             |
| Jesenice 2012 (detalhes) | Elena Radionova · Rússia           | Nadjma Mahamoud · França         | Yuka Nagai · Japão                 |
| Jesenice 2013 (detalhes) | Marin Honda · Japão                | Kaori Sakamoto · Japão           | Viveca Lindfors · Finlândia        |
| Jesenice 2014 (detalhes) | Ahn So-hyun · Coreia do Sul        | Charlotte Vandersarren · Bélgica | Sophie Hanke · Alemanha            |
| Jesenice 2015 (detalhes) | Ahn So-hyun · Coreia do Sul        | Momoka Sumi · Finlândia          | Lucrezia Gennaro · Itália          |
| Jesenice 2016 (detalhes) | Rika Kihira · Japão                | Holly Harris · Austrália         | Hana Kosić · Croácia               |
| Jesenice 2017 (detalhes) | Julia Lang · Hungria               | Dora Nagy · Hungria              | Zoe Gal · Hungria                  |

#### Duplas noviço avançado
| Evento                   | Ouro                                  | Prata                          | Bronze                         |
| Jesenice 1999 (detalhes) | Melissa Mazzon · Mark Leslie · Canadá |                                |                                |
| 2000–2017                | Não houve a disputa das duplas        | Não houve a disputa das duplas | Não houve a disputa das duplas |